# Микола Ільків
Микола Ільків (пол. Mikołaj Ilków; 10 грудня 1890, Перевозець — квітень 1940, Катинь) — греко-католицький священик українського походження, політичний діяч, депутат Сейму Республіки Польща, головний греко-катол. Капелан Війська Польського, жертва Катинського розстрілу.

## Життєпис
Народився 10 грудня 1890 року. Син Миколи Ільківа. Закінчив гімназію у Калуші, а потім гімназію імені Цісаря Франца Йосифа І у Станіславові. У 1918 р. закінчив богословські студії на богословському факультеті Університету Яна Казимира у Львові, а 30 березня 1919 р. був висвячений на греко-католицького священика.
Працював катехитом у школах Калуша. Під час польсько-української війни, як директор приватної української гімназії в Калуші, керував акцією допомоги пораненим воякам. З 1920 року виконував обов'язки адміністратора греко-католицьких парафій у навколишніх містах. Підтримував українсько-польську співпрацю.
У 1922 р. був співзасновником Української Хліборобської Партії. Від її імені він був обраний цього року до Сейму І каденції. Очолював Українсько-селянський парламентський клуб у складі 5 осіб. Через свою політичну ангажованість вступив у конфлікт із церковною владою, внаслідок чого єпископ Григорій Хомишин відсторонив його від священицьких обов'язків.
Після закінчення терміну сейму в 1927 р. він очолив парафію в Нижніві Станиславівської дієцезії. 27 лютого 1928 р. переведений із генерального збору в запас військового духовенства і одночасно призначений резервним капеланом зі старшинством 1 січня 1927 і 399 рр. посада у військовому духовенстві (греко-католицького обряду). З липня 1928 року, як священик запасу, призваний на дійсну службу, служив адміністратором греко-католицької військової парафії в Лодзі. 27 червня 1935 року перейменований на професійного військового капелана, зі званням капелана зі стажем від 1 серпня 1928 року і 1-го рангу у військовому духовенстві греко-католицького віросповідання. До вересня 1939 року служив парохом парафії Благовіщення Пресвятої Богородиці при гарнізонному храмі св. Юра в Лодзі.
Отримав звання старшого капелана зі стажем від 19 березня 1939 року та 1-й ранг у римо-католицькому військовому духовенстві.
Після початку Другої світової війни у 1939 році, під час Вересневої кампанії, як Головний греко-католицький капелан Війська Польського, опинився в обложеному Львові. Після агресії СРСР проти Польщі 17 вересня 1939 року та капітуляції Львова 21 вересня потрапив у радянський полон. Перебував у таборі для військовополонених у Старобільську, звідки 2 березня 1940 року разом із групою з десяти військовополонених був перевезений до Москви, а звідти, після невдалої спроби схилити його до співпраці з радянською владою, до табору в Козельську (11 квітня 1940 року). Про це свідчить лист коменданта Козельського табору про «прийом конвою з двома колишніми польськими військовими священиками». 28 квітня 1940 року передано в розпорядження начальника Управління НКВС Смоленської області — депортаційний список 052/4 від 27 квітня 1940 року.
Розстріляний 30 квітня 1940 року в Катині співробітниками РУ НКВС у Смоленську та працівниками НКВС, які прибули з Москви за постановою Політбюро ЦК ВКП(б) від 5 березня 1940 року.
Жертви цього злочину були поховані в анонімних братських могилах, які з 28 липня 2000 року є офіційним місцем польського військового кладовища в Катині. На цьому місці проводилися ексгумації та археологічні роботи. У 1943 році під час ексгумації під наглядом німців його тіло було ідентифіковано під номером 2455 — буквально визначений як Ільнов Микола (запис у журналі ексгумації від 18 травня 1943 р.). Він фігурує у списку Технічної комісії Польського Червоного Хреста під номером 02455як лейтенант Ільнов Микола. На його тілі було знайдено російську квитанцію на вилучені речі. Прізвище Ільківа (записано як Ільнов) є в списку жертв (під номером 2455), опублікованому в Goniec Krakowski № 17. 139 і Nowy Kurier Warszawski № 145 1943 року. До 2010 року родичі шукали інформацію через Бюро інформації та досліджень Польського Червоного Хреста у Варшаві.

## Вшанування пам'яті

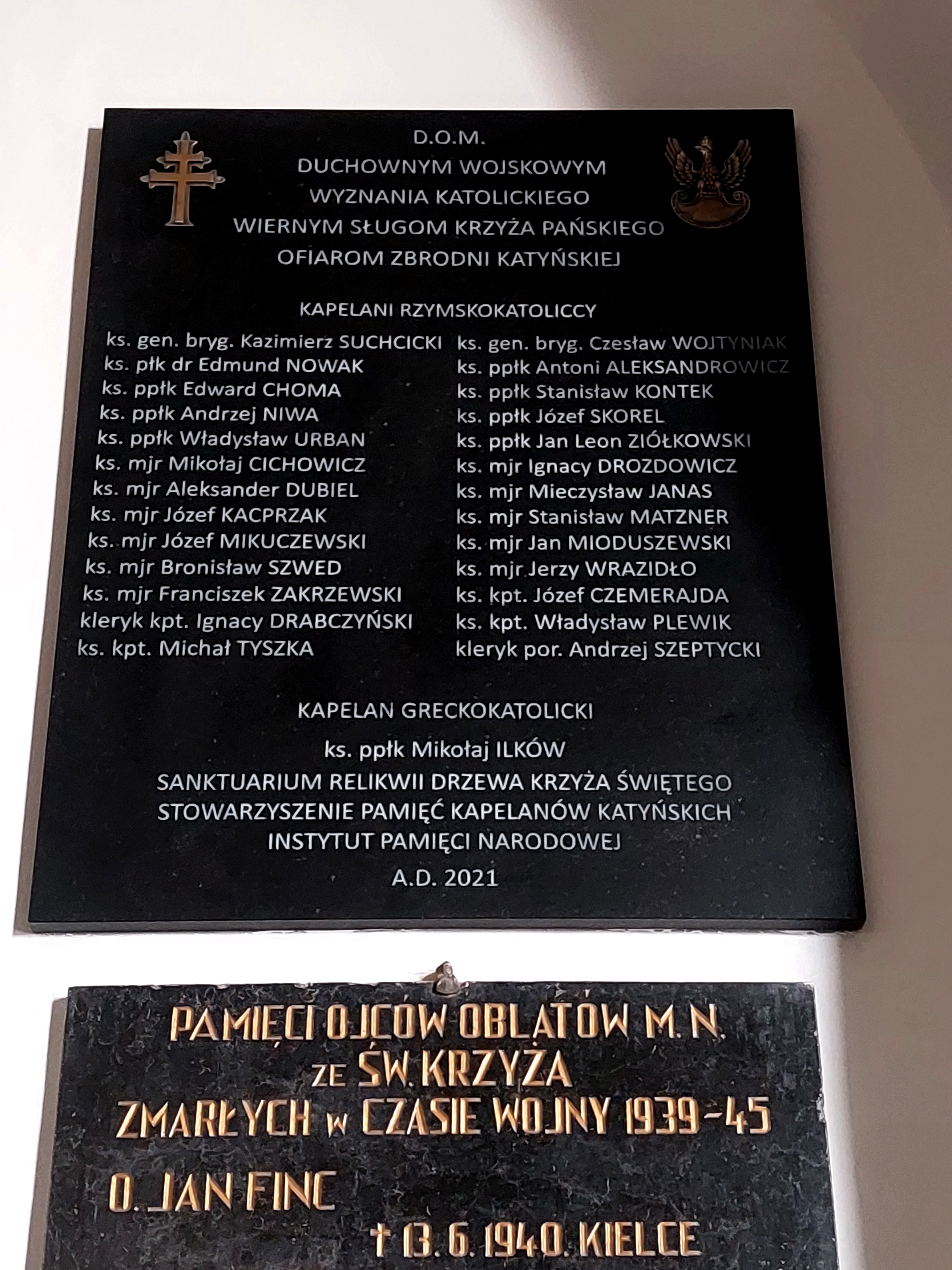
Меморіальну дошку в пам'ять про вбитих у Катині священнослужителів у 2021 році відкрили в клуатрі Малої базиліки св. Пресвятої Трійці та санктуарій реліквій Чесного Хреста на Лисій горі

5 жовтня 2007 року міністр національної оборони Олександр Щигло посмертно надав йому звання підполковника. Акція була оголошена 9 листопада 2007 року у Варшаві під час церемонії «Katyń Pamiętamy — Uczcijmy Pamięć Bohaterów» («Катинь пам'ятаємо — вшановуємо пам'ять героїв»)..
12 травня 2019 року в Кальварії Пацлавській відбулася церемонія, пов'язана з відкриттям та освяченням пам'ятної дошки та алеї дубів пам'яті катинських капеланів у каплиці «Розп'яття». Серед 32 військових капеланів різних конфесій, убитих у Катині та інших місцях страт у 1940 році, є підполковник Миколай Ільків.

## Ордени та нагороди
- Лицарський хрест Ордена Відродження Польщі (25 січня 1939)[19]
- Золотий Хрест Заслуги[2]
- Срібний Хрест Заслуги (19 березня 1935 р.)[20][21]